# Ctenotus capricorni
Ctenotus capricorni este o specie de șopârle din genul Ctenotus, familia Scincidae, descrisă de Storr 1981. Conform Catalogue of Life specia Ctenotus capricorni nu are subspecii cunoscute.